# Catalino Rivarola
Catalino Rivarola Méndez (ur. 30 kwietnia 1965 w Asunción) – paragwajski piłkarz grający na pozycji obrońcy.

## Kariera klubowa
Karierę piłkarską Rivarola rozpoczął w stołecznym mieście Asunción w tamtejszym klubie Cerro Porteño. W 1985 roku zadebiutował w jego barwach w paragwajskiej Primera División. Swój pierwszy sukces z tym klubem osiągnął w 1987 roku, kiedy po raz pierwszy w karierze został mistrzem Paragwaju. Osiągnięcie to powtórzył w roku 1990.
W 1991 roku Rivarola wyjechał do Argentyny. Został zawodnikiem klubu Talleres Córdoba. Tam podobnie jak w ojczyźnie występował w pierwszym składzie, ale na koniec sezonu 1992/1993 spadł z nim do drugiej ligi. Pobyt na zapleczu Primera División trwał tylko rok i w sezonie 1994/1995 Paragwajczyk znów występował w Primera División.
Latem 1995 roku Catalino przeszedł do brazylijskiego Grêmio Porto Alegre, w którym występował wraz z rodakiem Francisco Arce. W 1996 roku sięgnął z nim po trzy trofea: mistrzostwo stanu Rio Grande do Sul, mistrzostwo Brazylii oraz Recopa Sudamericana. Natomiast w 1997 roku został zdobywcą Pucharu Brazylii. W 1999 roku trafił do innego klubu z „Kraju Kawy”, SE Palmeiras, w którym jednak był rezerwowym. Miał mały udział w wygraniu przez Palmeiras Copa Libertadores (w finale 0:1, 2:1 karne 4:3 z kolumbijskim Deportivo Cali).
W 2000 roku Rivarola został zawodnikiem America Rio de Janeiro i spędził tam rok. W 2001 roku wrócił do Paragwaju i przez sezon grywał w stołecznym Club Libertad. Na koniec roku zakończył piłkarską karierę w wieku 36 lat.
| Sezon   | Klub                   | Kraj      | Rozgrywki        | Mecze | Bramki |
| ------- | ---------------------- | --------- | ---------------- | ----- | ------ |
| 1985    | Cerro Porteño          | Paragwaj  | Primera División | ?     | ?      |
| 1986    | Cerro Porteño          | Paragwaj  | Primera División | ?     | ?      |
| 1987    | Cerro Porteño          | Paragwaj  | Primera División | ?     | ?      |
| 1988    | Cerro Porteño          | Paragwaj  | Primera División | ?     | ?      |
| 1989    | Cerro Porteño          | Paragwaj  | Primera División | ?     | ?      |
| 1990    | Cerro Porteño          | Paragwaj  | Primera División | ?     | ?      |
| 1991    | Cerro Porteño          | Paragwaj  | Primera División | ?     | ?      |
| 1991/92 | Talleres Córdoba       | Argentyna | Primera División | 27    | 0      |
| 1992/93 | Talleres Córdoba       | Argentyna | Primera División | 24    | 1      |
| 1993/94 | Talleres Córdoba       | Argentyna | Primera B        | 32    | 2      |
| 1994/95 | Talleres Córdoba       | Argentyna | Primera División | 15    | 0      |
| 1995    | Grêmio Porto Alegre    | Brazylia  | Série A          | 14    | 0      |
| 1996    | Grêmio Porto Alegre    | Brazylia  | Série A          | 20    | 1      |
| 1997    | Grêmio Porto Alegre    | Brazylia  | Série A          | 16    | 0      |
| 1998    | Grêmio Porto Alegre    | Brazylia  | Série A          | 10    | 0      |
| 1999    | SE Palmeiras           | Brazylia  | Série A          | 3     | 0      |
| 2000    | America Rio de Janeiro | Brazylia  | Série A          | ?     | ?      |
| 2001    | Club Libertad          | Paragwaj  | Primera División | ?     | ?      |

## Kariera reprezentacyjna
W reprezentacji Paragwaju Rivarola zadebiutował w 1988 roku. W 1991 roku został powołany na Copa América 1991, a wystąpił także na Copa América 1993. W 1998 roku został powołany przez selekcjonera Paula Césara Carpegianiego do kadry na Mistrzostwa Świata we Francji. Tam był rezerwowym zawodnikiem i nie wystąpił w żadnym spotkaniu. Karierę reprezentacyjną zakończył po tym turnieju. W kadrze narodowej rozegrał 52 spotkania i zdobył 3 gole.